# 3 قصص (فلم)
ثلاث قصص، فيلم مصري إنتاج 1968، يحكي عن ثلاث قصص منفصلة : 
- دنيا الله إخراج: إبراهيم الصحن، تأليف: نجيب محفوظ تمثيَل: ناهد شريف، صلاح منصور.[1][2][3]
- خمس ساعات إخراج: حسن رضا، تأليف: يوسف إدريس تمثيَل: نادية لطفي، رشوان توفيق.
- إفلاس خاطبة إخراج: محمد نبيه، تأليف: يحيى حقي تمثيَل: سميحة أيوب، عبد المنعم إبراهيم.

## القصة الأولى: دنيا الله

### الأحداث
تدور الأحداث حول إبراهيم (صلاح منصور) الموظف الفقير الذي كان يحلم بحياة مترفة، فسرق رواتب الموظفين وهرب بها مع ياسمينة (ناهد شريف) بائعة اليانصيب إلي الإسكندرية. لقد حقق ما ظل محرومًا منه طيلة حياته.. المال، والفتاة الحسناء، لكن المفارقة أن المال ليس له، والفتاة ليست له فهي عامة لغيره من الناس، وشعر بعد هروبه بنوع من السعادة افتقدها في حياته، تقوم الشرطة بنشر صورته في الجرائد للقبض عليه، ترى ياسمينة صورته في الجرائد فيخبرها أنه فعل ذلك من أجلها، تحاول ياسمينة سرقة المال ليلاً لكنه يستيقظ ويخبرها أنه كان سيعطيها ما تبقى من المال بعد أن تنتهى الرحلة، يعطيها المال ويتركها ثم يتم القبض عليه.

### طاقم التمثيل
- ناهد شريف: (ياسمينة)
- صلاح منصور: (إبراهيم)
- أحمد الجزيري: (أحمد أفندي - موظف)
- زين العشماوي: (لطفي أفندي - موظف)
- ملك الجمل: (زوجة إبراهيم)
- إحسان شريف: (زوجة لطفي أفندي)
- عز الدين إسلام: (موظف)
- عبد المحسن سليم: (موظف)
- عبد السلام محمد: (سمير أفندي - موظف)
- مختار أمين: (موظف)
- محمود ياسين: (ضابط الشرطة)
- محيي الدين عبد المحسن: (سيد)
- هدى زكي: (زوجة أحمد أفندي)

### فريق العمل
- إخراج: إبراهيم الصحن
- قصة: نجيب محفوظ
- سيناريو وحوار: عبد الرحمن فهمي
- مونتاج: حسين عفيفي
- مدير التصوير: فيكتور أنطون

## القصة الثانية: خمس ساعات

### الأحداث
التضحية من أجل الوطن من أعظم التضحيات ... هكذا ألقى أحد الضباط بنفسه فداء للوطن العزيز فأصيب بطلق ناري قبل ثورة 23 يوليو المجيدة وعندما قام زملائه بإنقاذه ونقله إلى المستشفى يتدخل القدر ليعلن نهاية المصير بالرغم من نجاح العملية حيث يتوصل البوليس السياسي آنذاك إليهم ويتم القبض عليهم.

### طاقم التمثيل
- نادية لطفي: (سميحة)
- رشوان توفيق: (د. إبراهيم)
- محمود المليجي: (بوليس سياسي)
- محمد الدفراوي: (بوليس سياسي)
- حمدي أحمد: (دكتور البنج)
- حسين الشربيني: (الضابط المصاب)
- إبراهيم سعفان: (ممرض)
- إسكندر منسي: (نجيب أفندي)

### فريق العمل
- إخراج: حسن رضا
- قصة: يوسف إدريس
- سيناريو وحوار: بكر الشرقاوي
- مونتاج: نادية شكري
- مدير التصوير: كلليو

## القصة الثالثة: إفلاس خاطبة

### الأحداث
شاب يريد الارتباط، يذهب إلى خاطبة لتبحث له عن عروس، بعد عدة محاولات فاشلة لا يجد العروس المناسبة فيقرر الزواج من الخاطبة.

### طاقم التمثيل
- سميحة أيوب: (بديعة - الخاطبة)
- عبد المنعم إبراهيم: (فواز)
- عبد المنعم مدبولي: (زكي)
- أبو بكر عزت: (شوقي)
- خيرية أحمد: (فكيهة - العروس الثانية)
- ليلى طاهر: (ليلى - العروس الثالثة - ضيفة شرف)
- نبيلة السيد: (زوجة زكي)
- ليلى حمدي: (والدة العروس الثانية)
- كاميليا: (كاميليا)
- محمد شوقي: (والد العروس الأولى)
- عبد الحميد زكي: (والد العروس الثانية)
- نبيل الهجرسي: (شقيق العروس الأولى)
- سلامة إلياس: (الخواجة)
- نادية عزت: (الجارة والدة الطفلة)

### فريق العمل
- إخراج: محمد نبيه
- قصة: يحيى حقي
- سيناريو وحوار: إسماعيل القاضي، محمد نبيه
- مونتاج: سعيد الشيخ
- مدير التصوير: علي حسن

## وصلات خارجية
- مقالات تستعمل روابط فنية بلا صلة مع ويكي بيانات
- صفحة الفيلم في قاعدة بيانات الأفلام العربية